# Bastion du Petit-Haut
Le bastion du Petit-Haut est un ancien ouvrage militaire défensif situé dans la commune française de Châtillon-sur-Seine, en Côte-d'Or en Bourgogne-Franche-Comté.

## Localisation
L’édifice est situé rue Saint-Jean à Châtillon-sur-Seine dans le département français de la Côte-d'Or.

## Architecture
Le bastion du Petit-Haut, situé face à l'ouest, présente un angle saillant de rempart percé de lucarnes et surmonté d'une échauguette dominant le lit de la Seine.

## Histoire
L’édifice fait partie des anciennes fortifications de Châtillon. Daté de 1671, il a été construit au XVIIe siècle en même temps que d’autres bastions. Ces bastions constituent la dernière évolution majeure des fortifications de Châtillon dont l’apparition remonte au XIIe siècle. Ces fortifications ont été progressivement démantelées après la Révolution. Une petite partie des fortifications a survécu au démantèlement, notamment la porte Dijonnaise et la porte de Paris.
L’édifice est inscrit monument historique le 12 décembre 1925.